# Malé Chyndice
Malé Chyndice – wieś i gmina (obec) w powiecie Nitra, w kraju nitrzańskim na Słowacji. Znajduje się na Nizinie Naddunajskiej w kierunku na wschód od miasta Nitra.